# Weinberg bei Holenberg
Der Weinberg bei Holenberg ist ein ehemaliges Naturschutzgebiet in den niedersächsischen Gemeinden Holenberg und Golmbach in der Samtgemeinde Bevern im Landkreis Holzminden.

## Allgemeines
Das ehemalige Naturschutzgebiet mit dem Kennzeichen NSG HA 126 ist 42 Hektar groß. Es ist Bestandteil des FFH-Gebietes „Burgberg, Heinsener Klippen, Rühler Schweiz“ und des EU-Vogelschutzgebietes „Sollingvorland“. Das Gebiet stand seit dem 21. April 1988 unter Naturschutz. Zum 10. Dezember 2020 ging es im neu ausgewiesenen Naturschutzgebiet „Südliche Burgberghänge, Weinberge bei Holenberg und Rühle“ auf. Zuständige untere Naturschutzbehörde war der Landkreis Holzminden.

## Beschreibung
Das ehemalige Naturschutzgebiet liegt westlich von Holenberg im Südwesten des Vogler innerhalb des Naturparks Solling-Vogler. Es stellte einen Teil des Weinberges, der historisch zum Kloster Amelungsborn gehörte, unter Schutz. Dieser wird von Kalktrockenrasen auf flachgründigem Muschelkalkgestein an den Hängen und Kalkbuchenwald auf der Kuppe geprägt. Auf den Kalktrockenrasen, der zur Pflege mit Schafen beweidet wird, wachsen zahlreiche Enziane und Orchideen. Orchideen finden sich auch im Buchenwald. Daneben sind Grünlandbereiche im Naturschutzgebiet zu finden. Im Süden des Schutzgebietes befindet sich ein kleiner Steinbruch, der seiner natürlichen Entwicklung überlassen wird.
Das ehemalige Naturschutzgebiet grenzt im Nordosten an die bewaldeten Höhenzüge des Vogler und wird ansonsten von Ackerflächen umgeben.